# Ежекція
Ежекція (рос. эжекция; англ. ejection; нім. Ejektion f) – процес змішування двох середовищ (наприклад, газу і води), з яких одно, як транзитний струмінь, перебуваючи під тиском, діє на друге, підсмоктує і виштовхує його у певному напрямі. Транзитний струмінь утворюється робочою рідиною, що рухається з великою швидкістю.